# 小檗科
小檗科，或寫作「小蘗科」，包括15个属大约570种植物，其中大部分（450种）都是小檗属的植物，其中既有木本植物也有多年宿根的草本植物，有乔木也有灌木，且许多物种具有较高的园艺观赏及药用价值。主要分布北半球溫帶地區與亞熱帶的山區。
中國本科植物有11屬303種(其中207種是特有種，1種為引進栽培，又有17種為仍未充分研究者)。
臺灣本科植物有4屬19種，其中一種為引進種。

## 系统分类
基于叶绿体DNA所建系统发生树的APG分类法自其第二版起便将小檗科归入真双子叶植物中起源时间最早的毛茛目，而在其之前基于形态学的克朗奎斯特分类法则将毛茛目划为木兰亚纲的一员。南天竹属、囊果草属、桃儿七属、淫羊藿属、山荷叶属等属曾经也被主张独立为科。
小檗科下的属级分类自20世纪以来便较有争议，族一级的分类也长期无定论。不同分类系统承认的属数量从13至19个不等，主要争议点在于小檗属、二叶鲜黄连属、北美桃儿七属的界定范围，一些学者主张对这三属取较广义的概念，将传统分类时代以形态性状确立的十大功劳属、八角莲属（鬼臼属）、鲜黄连属、桃儿七属、山荷叶属、刺红檗属、异叶小檗属成员并入，而另一派学者则支持保留这些属的独立地位。以下列出的分类遵循了2022年Chia-Lun Hsieh等人基于叶绿体基因组所建系统发生树支持的19属分类法，即保留上述小属：

### 小檗亚科 Berberidoideae
1. 小檗族 Berberideae
- 刺红檗属 Alloberberis C.C.Yu & K.F.Chung
- 小檗属 Berberis L.
- 十大功劳属 MahoniaNutt.
- 异叶小檗属 Moranothamnus C.C.Yu & K.F.Chung

2. 兰山草族 Ranzanieae
- 兰山草属 Ranzania T.Itô，草檗属

### 南天竹亚科 Nandinoideae
3. 囊果草族 Leonticeae
- 红毛七属 Caulophyllum Michx.
- 牡丹草属 Gymnospermium Spach
- 囊果草属 Leontice L.

4. 南天竹族 Nandineae
- 南天竹属 Nandina Thunb.

### 桃儿七亚科 Podophylloideae
5. 裸花草族 Achlydeae
- 裸花草属 Achlys DC.

6. 山槐叶族 Bongardieae
- 山槐叶属 Bongardia C.A.Mey.

7. 淫羊藿族 Epimedieae
- 淫羊藿属 Epimedium Tourn. ex L.
- 折瓣花属 Vancouveria C.Morren & Decne.，多萼草属 / 弗草属

8. 鲜黄连族 Jeffersonieae
- 鲜黄连属 Plagiorhegma Maxim.
- 二叶鲜黄连属 Jeffersonia W.Bartram

9. 桃儿七族 Podophyllum
- 山荷叶属 Diphylleia Michx.
- 八角莲属 Dysosma Woodson，鬼臼属
- 北美桃儿七属 Podophyllum L.
- 桃儿七属 Sinopodophyllum T.S.Ying